# Sparbanken Wictory Center

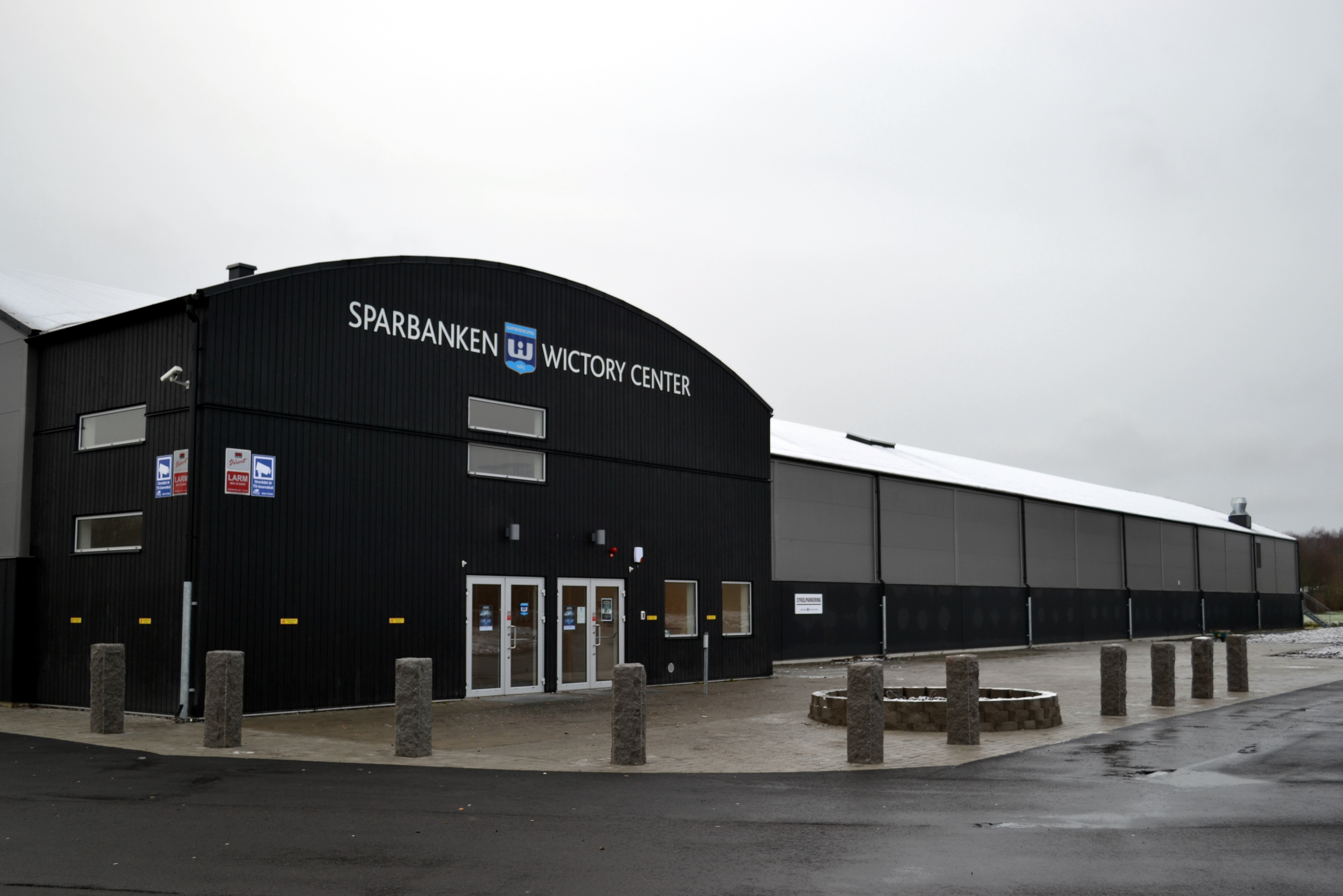
Sparbanken Wictory Center.

Sparbanken Wictory Center, av Warbergs IC 85 och engelska victory, 'seger', eller bara SWC, är en innebandyarena i de östra delarna av Varberg, vid Håsten och Österleden. Arenan invigdes 2010, och planer finns på att bygga ytterligare en hall med 5 500 åskådarplatser.